# Johann Heusinger (Maler)
Johann Heusinger (* 24. Juni 1769 in Wolfenbüttel; † 29. September 1846 in Braunschweig) war ein deutscher Zeichenlehrer und Maler von Bildnisminiaturen am preußischen Hof in Berlin.

## Leben
Heusinger war der Sohn des Rektors an der Großen Schule und Lessing-Freunds Jacob Friedrich Heusinger in Wolfenbüttel. Seine Jugend verbrachte er in Braunschweig im Haus seines Halbbruders Konrad Heusinger, Rektor am Katharineum und Livius-Übersetzer.
Ab 1787 besuchte er den Zeichenunterricht der Akademie der Künste in Berlin. Während des Studiums zeichnete er Vorlagen für den 12. Band (Käfer) von Carl Gustav Jablonskys Insektenwerk. 1789–1812 und 1820–1822 stellte er in den Ausstellungen der Akademie Sepiazeichnungen u. a. nach Raffael, Domenichino, Poussin und van Dyck aus.
1793 ließ er sich als Zeichenlehrer an die Königliche Porzellan-Manufaktur Berlin verpflichten, verzichtete aber aus Sorge um seine künstlerische Freiheit auf eine feste Anstellung. 1795 wurde er Zeichenlehrer der Söhne Friedrich Wilhelms III., der Prinzen Heinrich und Wilhelm, 1799 der am Berliner Hof aufwachsenden Prinzen von Oranien, Wilhelm und Friedrich, 1801 des Kronprinzen Friedrich Wilhelm (IV.) und seines jüngeren Bruders Prinz Wilhelm (I.).
1807–1814 lebte er wegen der vorübergehenden Vertreibung des preußischen Hofes als Porträtist in Braunschweig, Königsberg in der Neumark, Stargard und Stettin. Nach dem Ende der Befreiungskriege arbeitete er wieder als Zeichenlehrer und Maler von Bildnisminiaturen für den Hof.
Durch eine Sehschwäche beeinträchtigt, verließ er am 26. Juli 1825 mit der Erlaubnis Berlin, seine königliche Rente im ausländischen Braunschweig verzehren zu dürfen. Seinem verehrten Friedrich Wilhelm IV. blieb er freundschaftlich verbunden. Mit Schreiben vom 25. Oktober 1840 verlieh ihm der König den Roten Adlerorden 4. Klasse.
In seinen Lebenserinnerungen schreibt er, er habe seine Miniaturen auf Pergament oder Elfenbein überwiegend nicht für Geld, sondern zum Vergnügen gefertigt und dabei seine Vorbilder (u. a. Jakob Crescenz Seydelmann, Johann Heinrich Schröder und Friedrich Rehberg) leider nie erreicht, verdanke aber dem Bildnismalen die anregendsten Stunden und Kontakte seines Lebens.

## Werke
Zu Heusingers Werken siehe das Werkverzeichnis in Lutz Heusinger: Johann Heusinger – Texte und Werke. 2. Auflage. Marburg 2019, S. 103–332 (archiv.ub.uni-marburg.de PDF).

Ausgewählte Selbstbildnisse
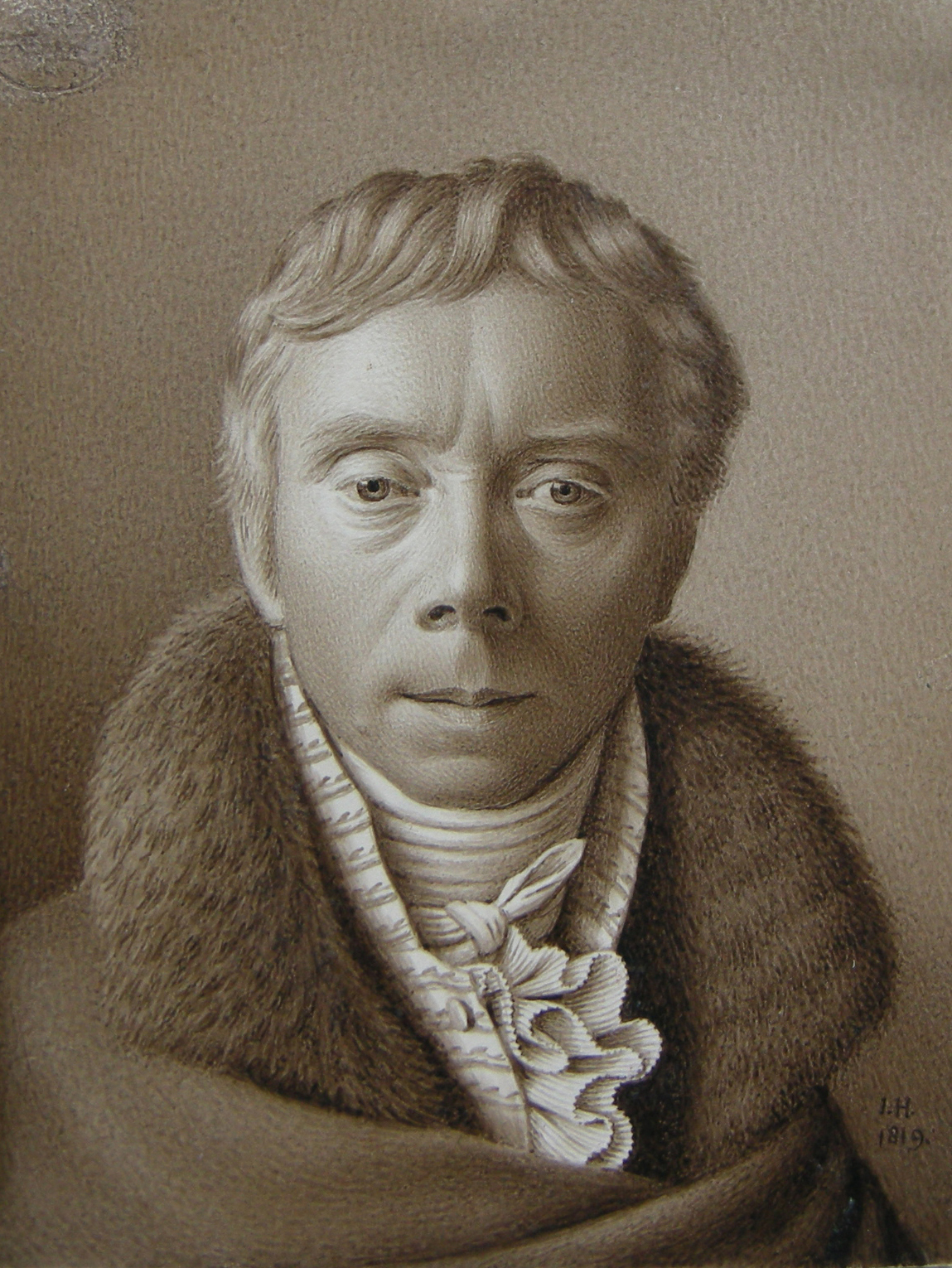
Selbstbildnis mit pelzbesetztem Mantel, 1819
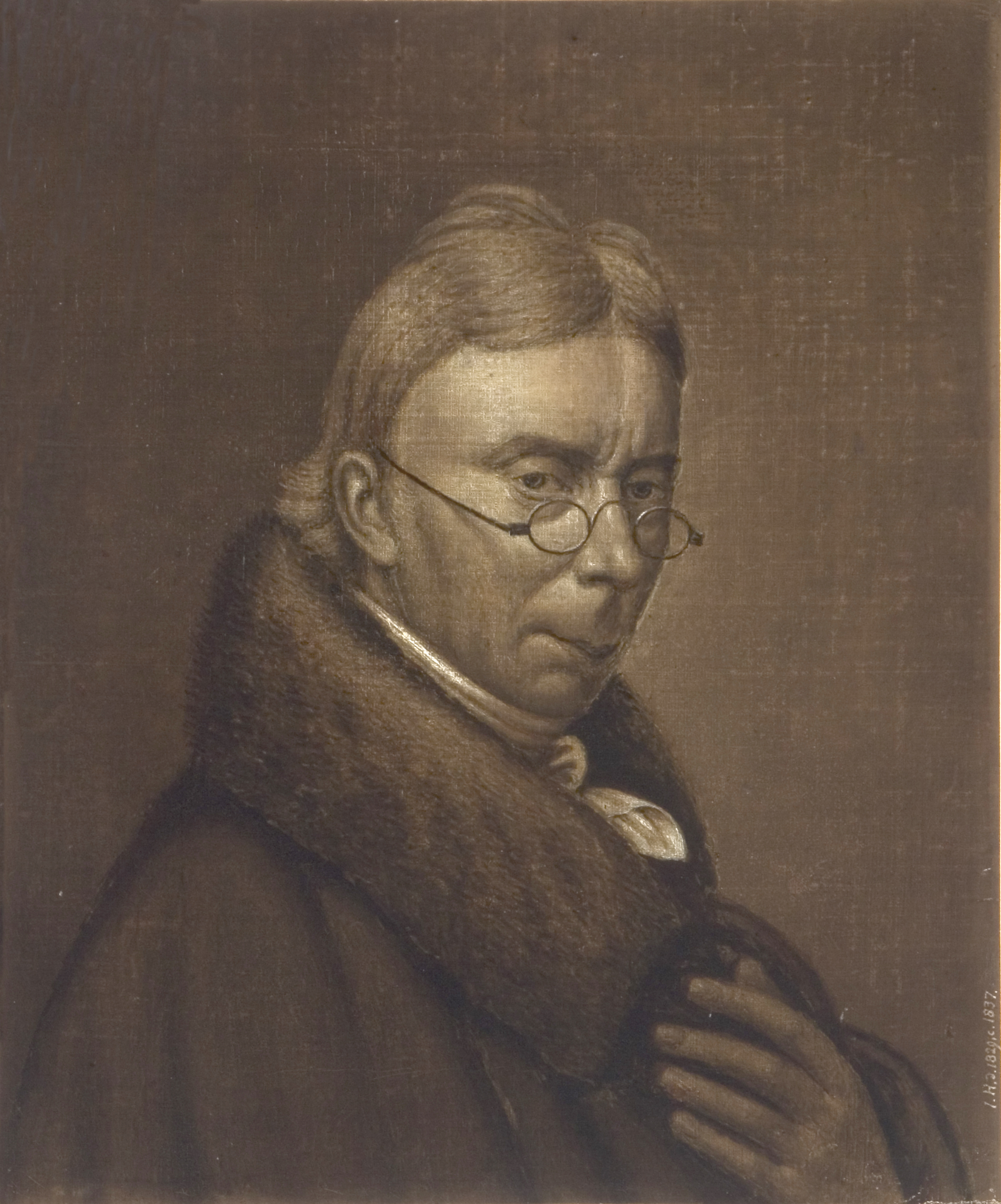
Selbstbildnis mit Brille und Pelzkragen, 1837
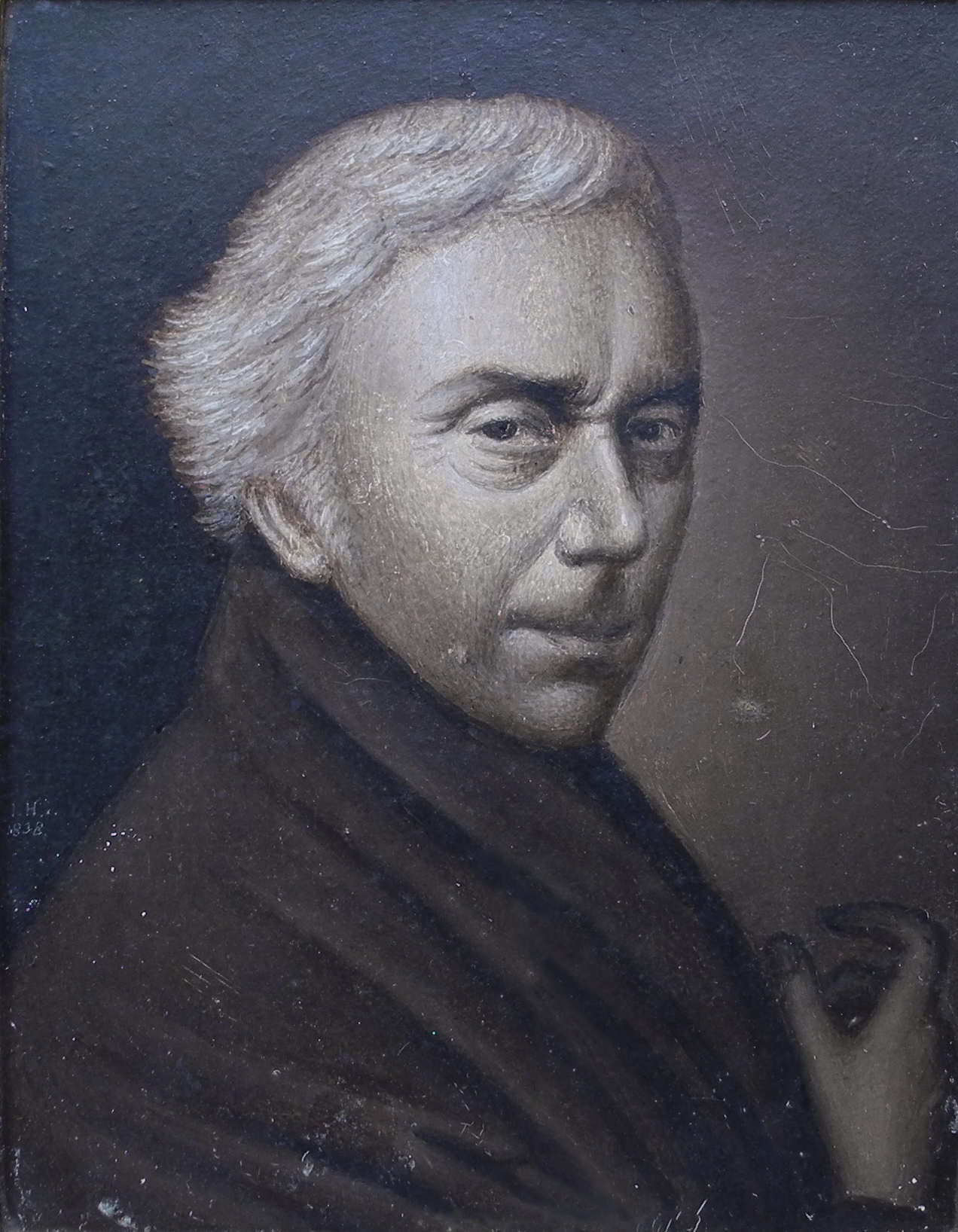
Selbstbildnis mit leerer Hand, 1838
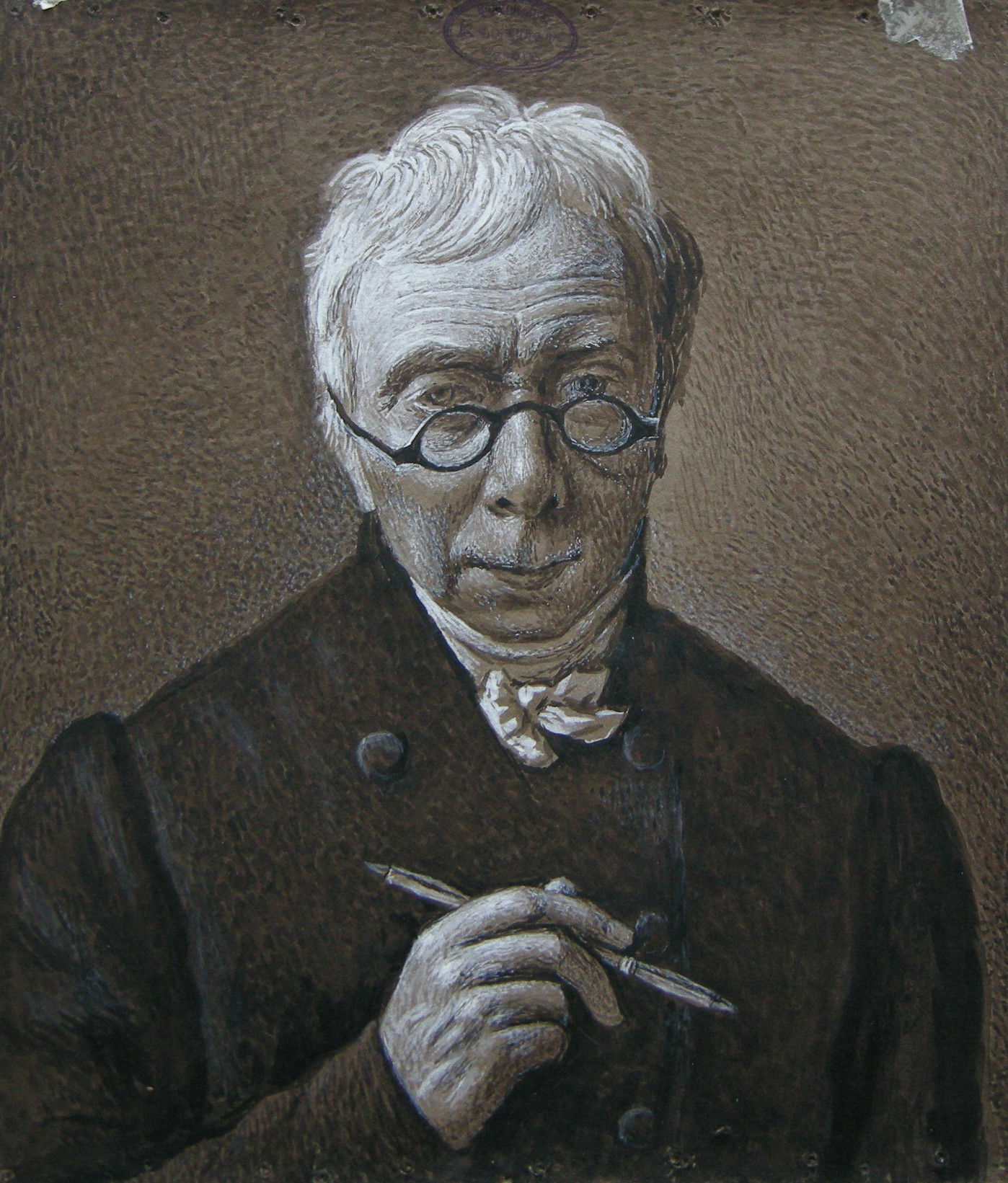
Selbstbildnis en face mit Zeichenstift, vor 1846

Ausgewählte Bildnisse der Familie
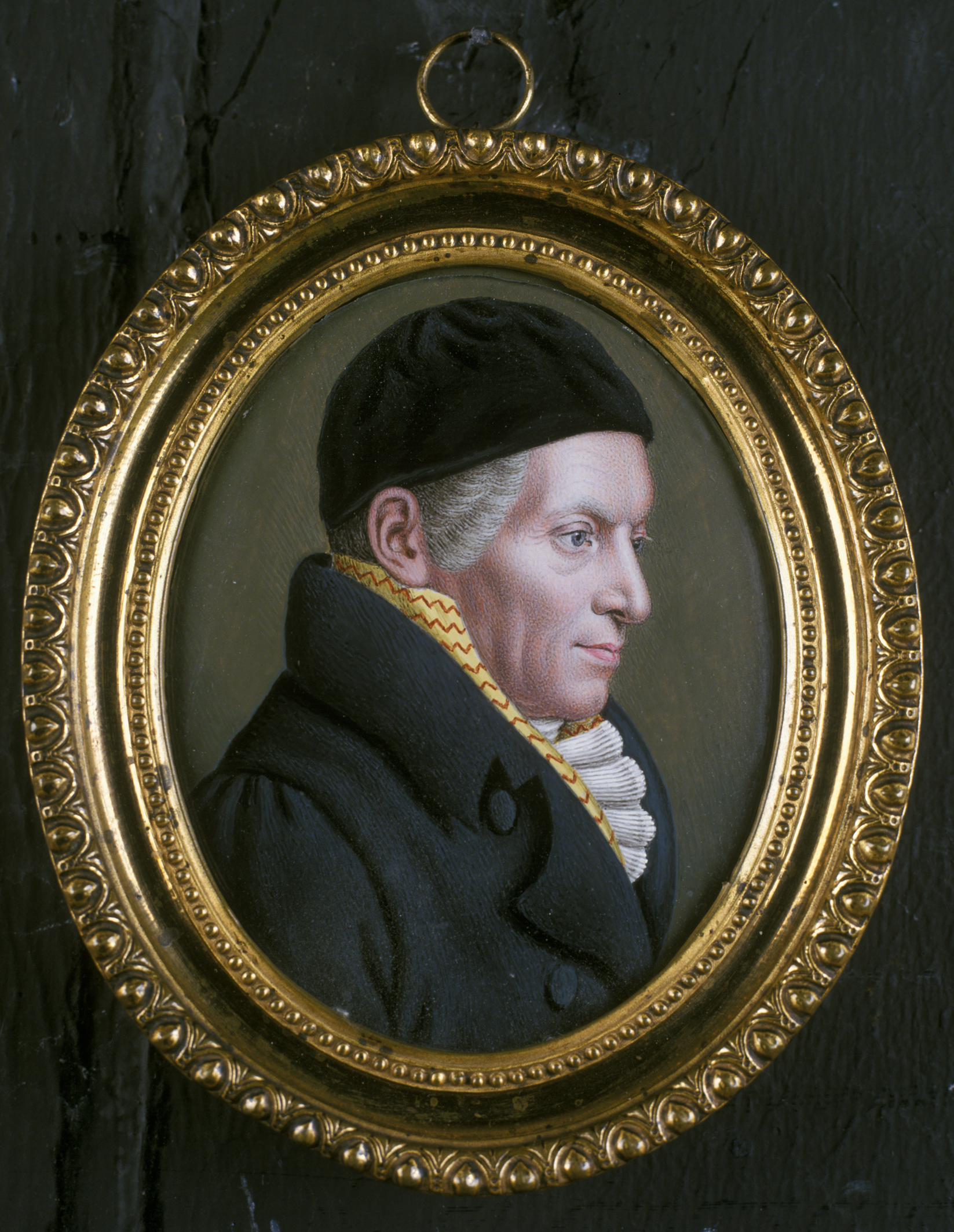
Konrad Heusinger, 1817
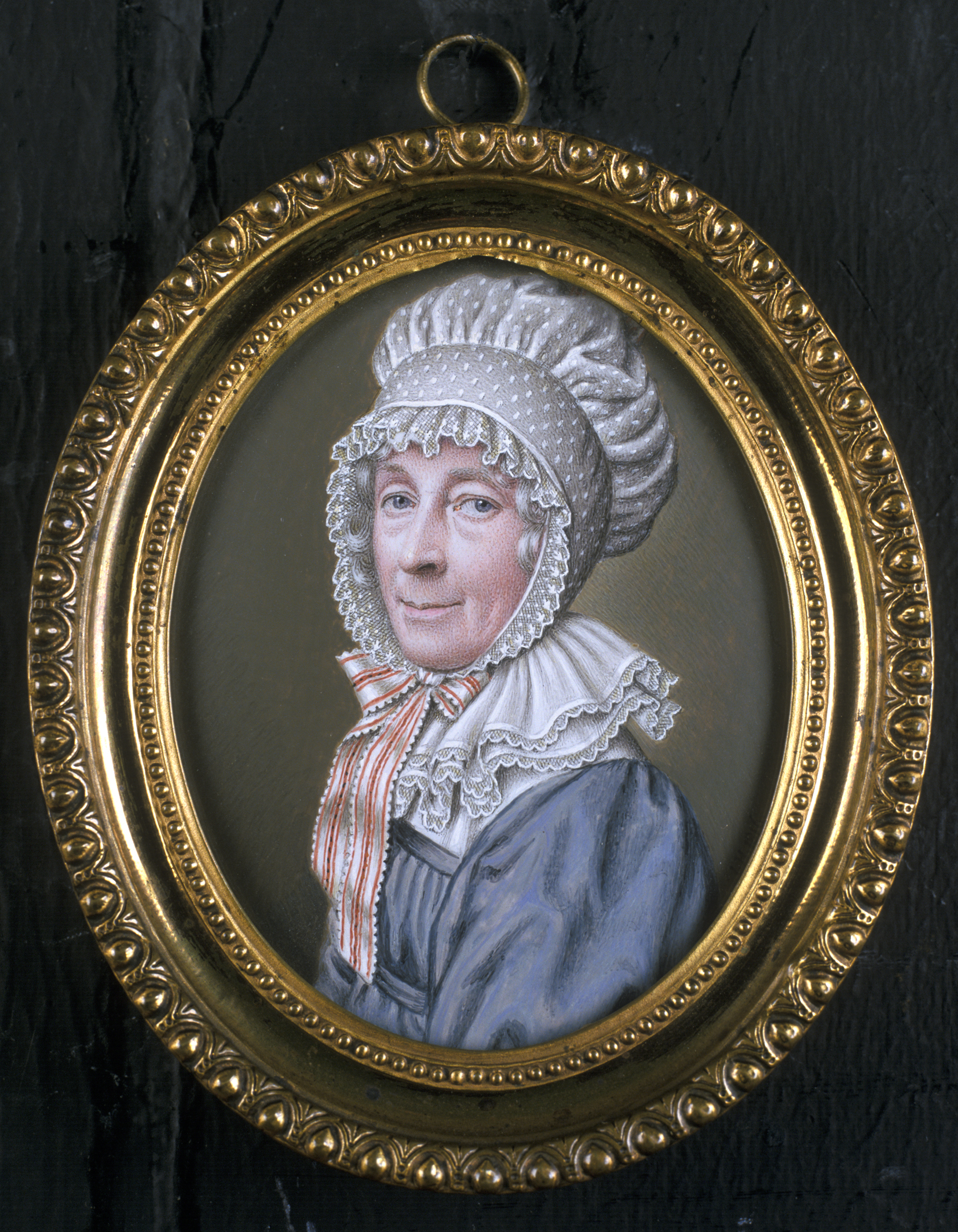
Anna Heusinger geb. Billep, 1816
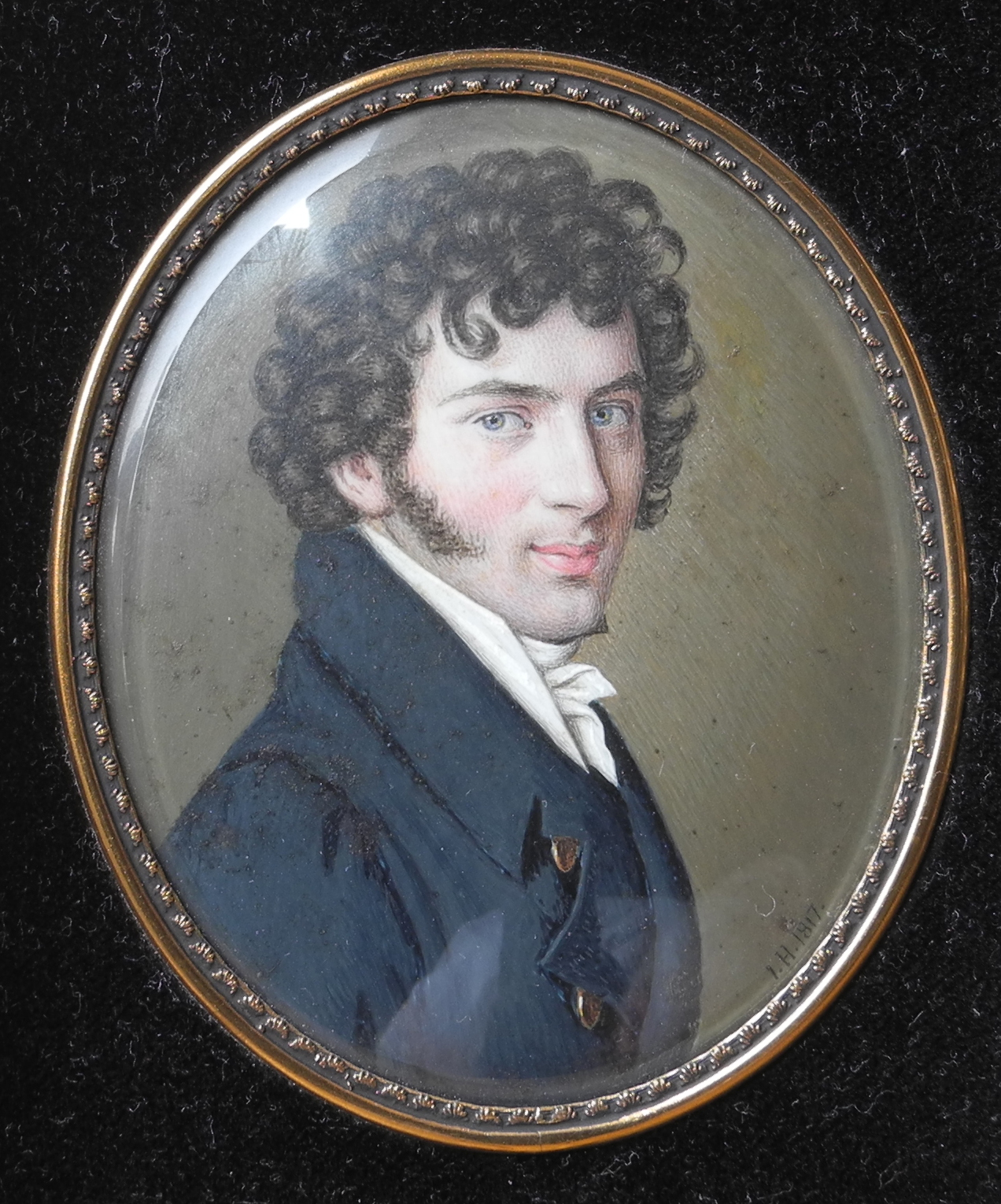
Friedrich Schulz, 1818
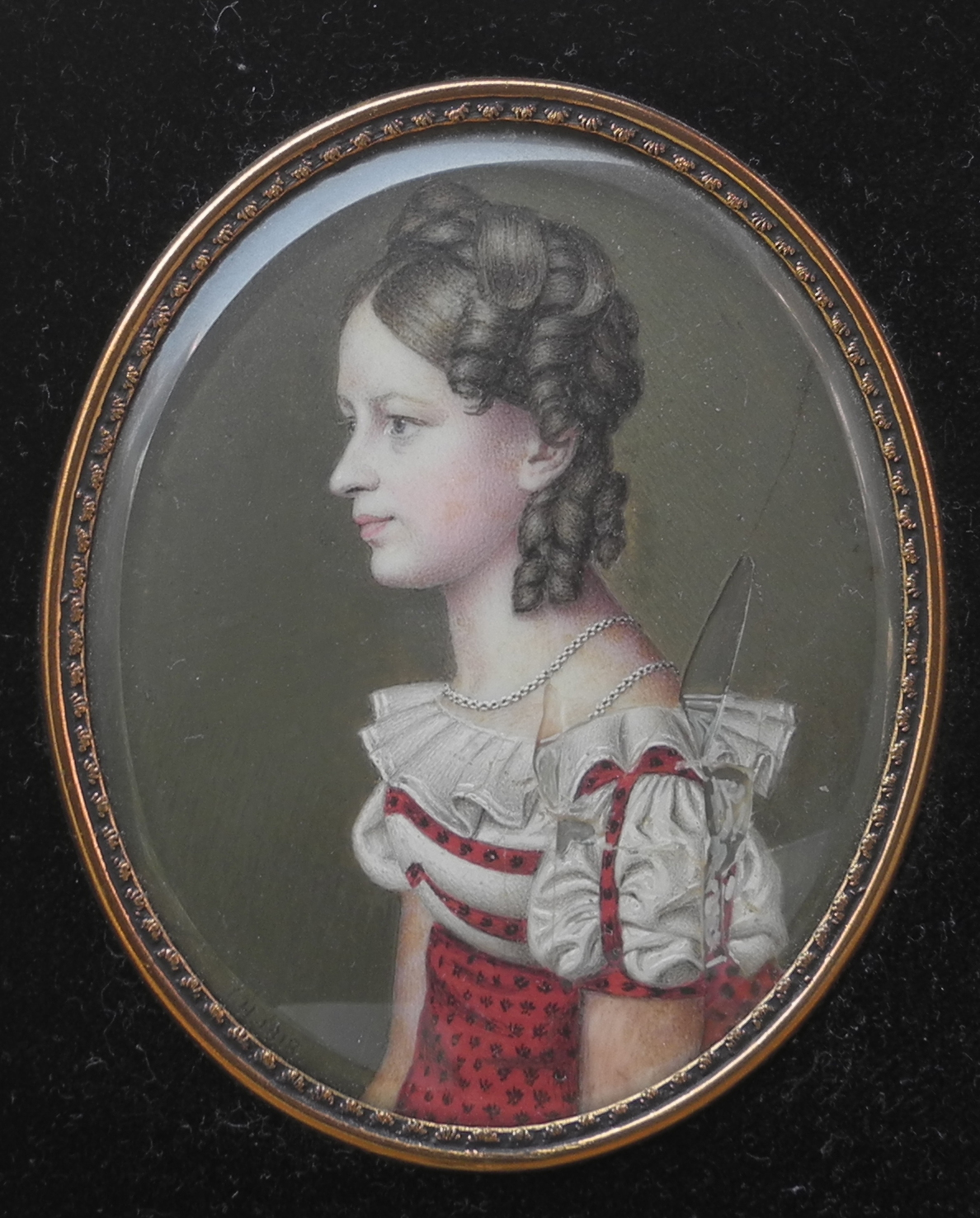
Anna Sophie Henriette Schulz geb. Heusinger, 1818

Das Tableau der königlichen Familie (ohne König!)
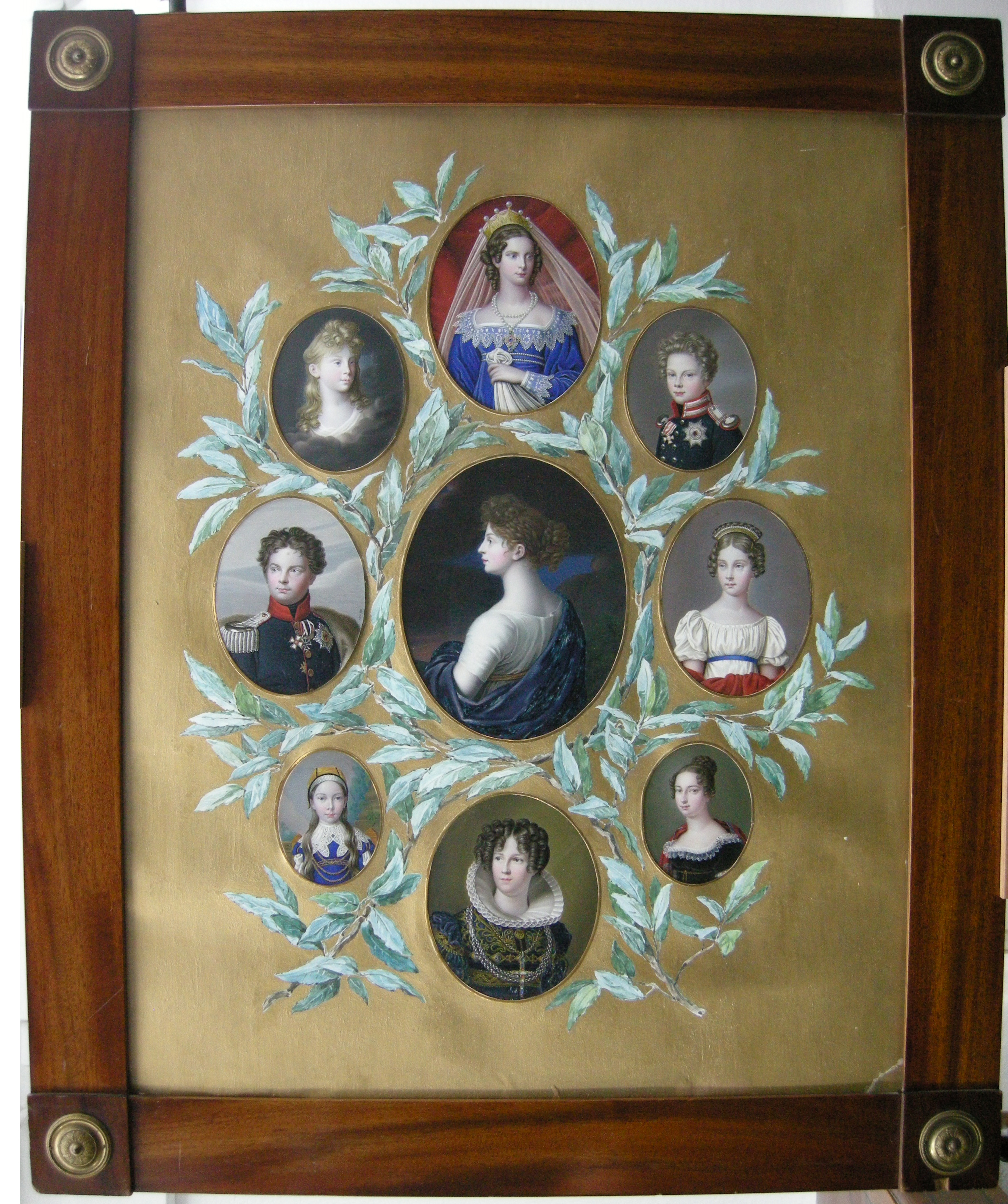
Tableau der Königin Luise im Kreis ihrer Kinder und Freundinnen, montiert 1838?
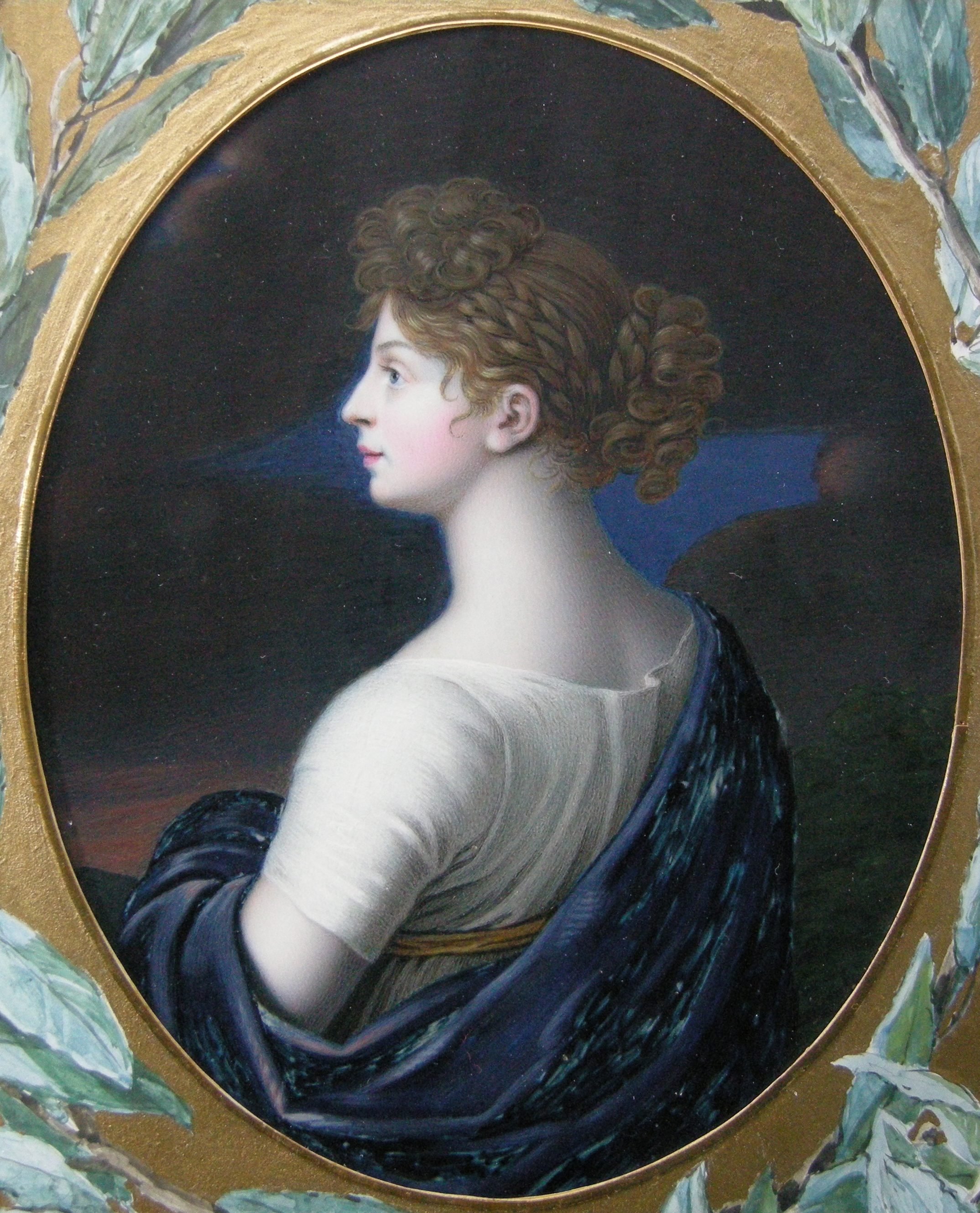
Königin Luise (1776–1810), nach 1800
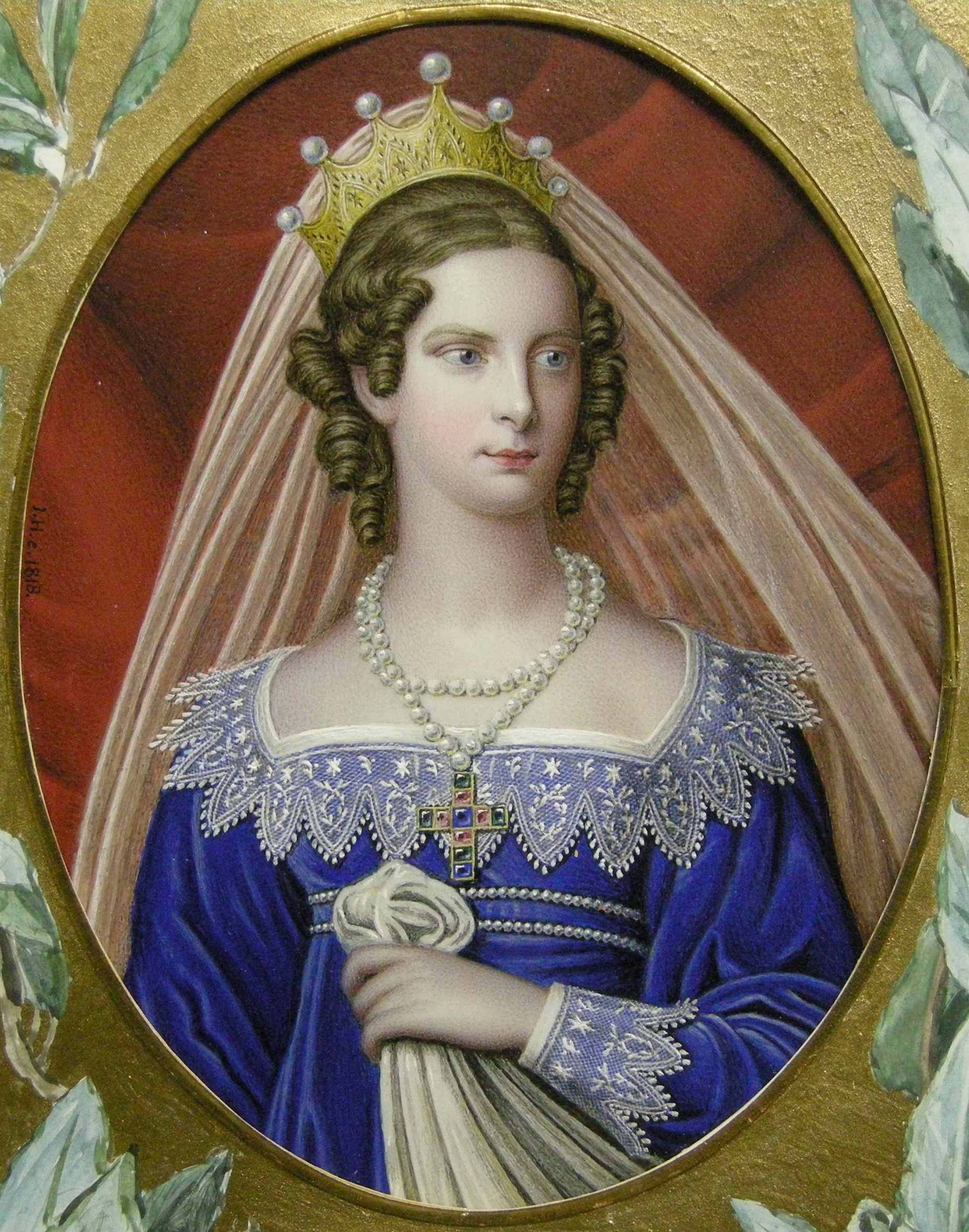
Prinzessin Charlotte von Preußen (1798–1860) als Alexandra Fjodorowna, 3. Kind der Königin, 1818
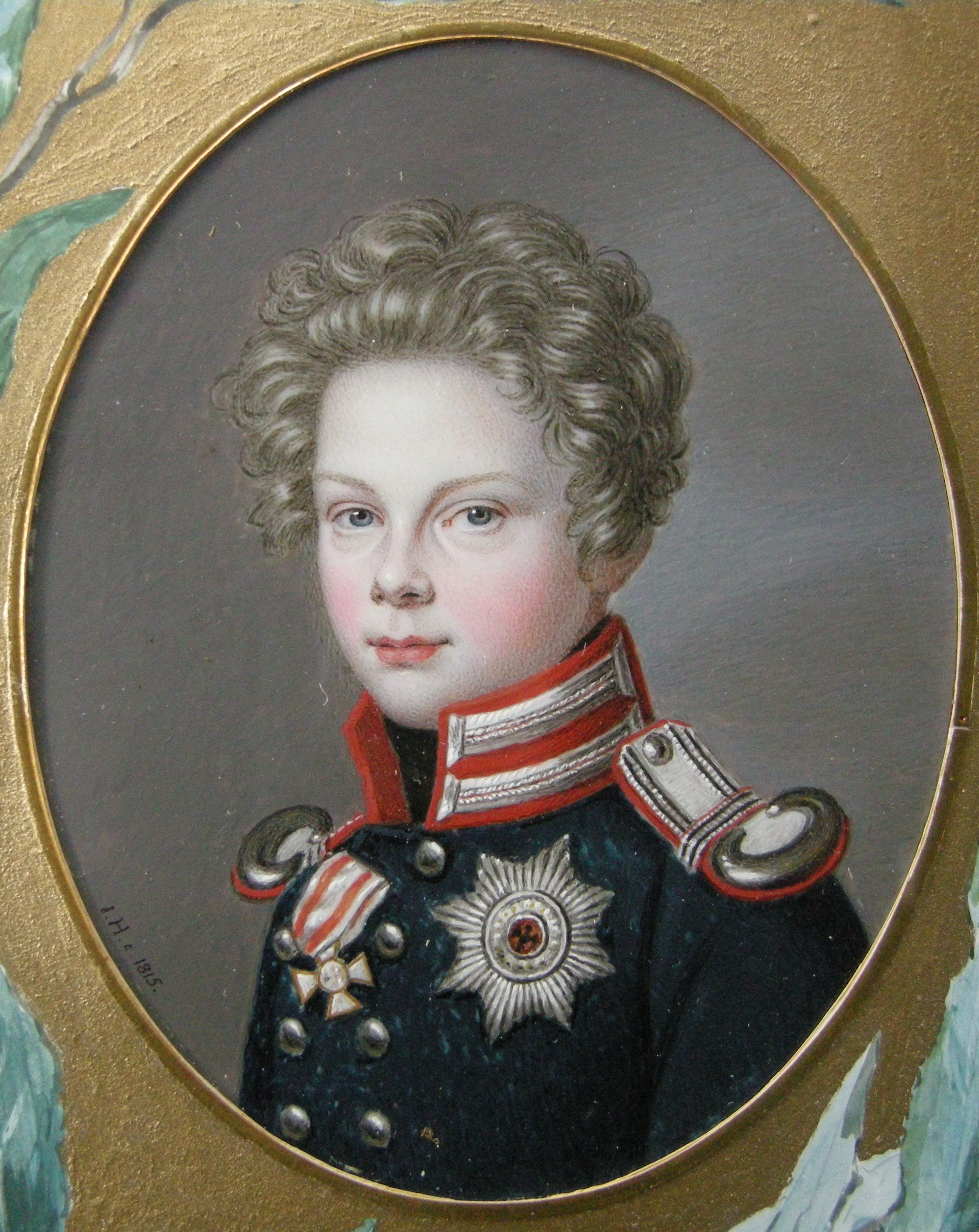
Prinz Carl von Preußen (1801–1883), 3. Sohn der Königin, 1815
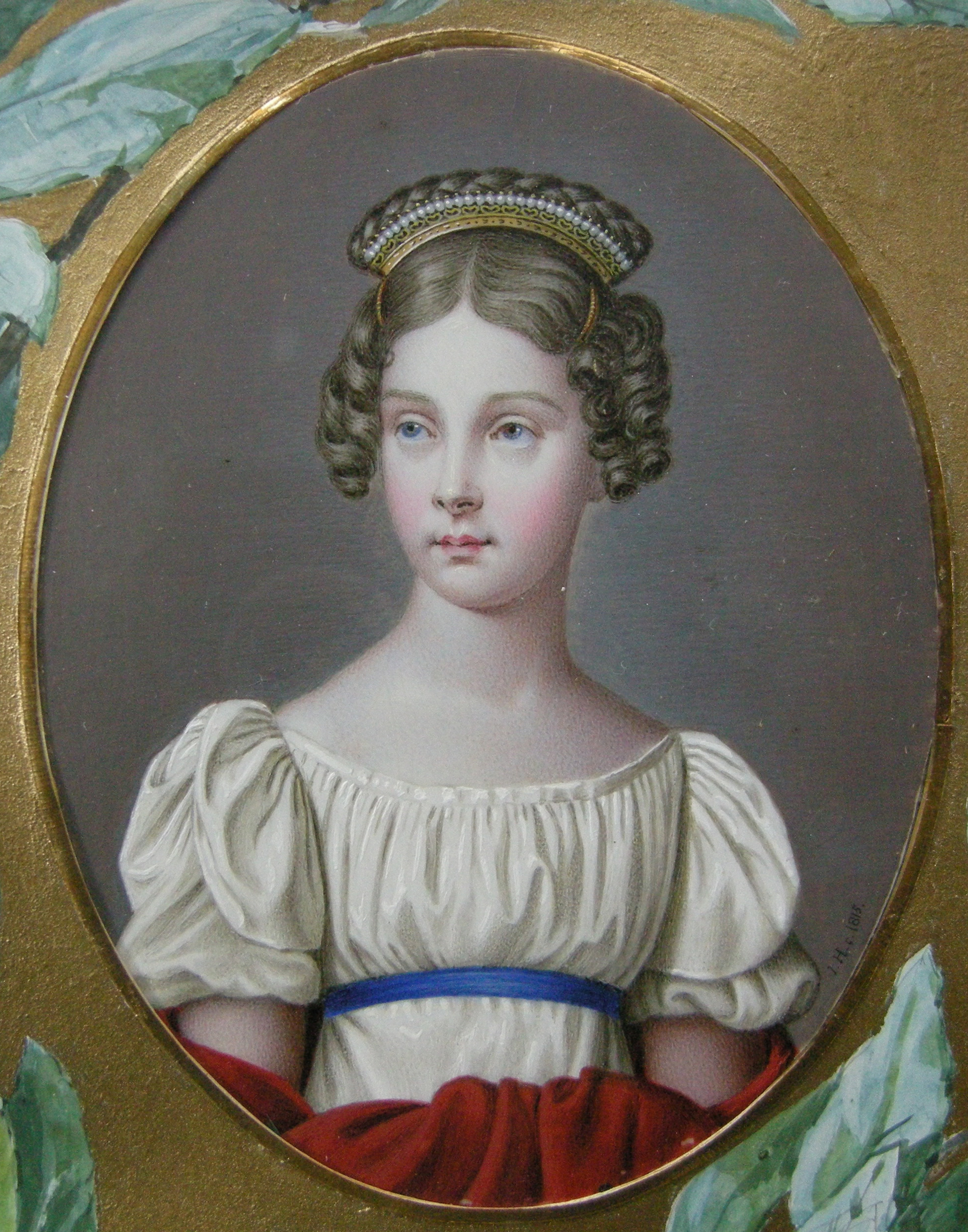
Prinzessin Charlotte von Preußen (1798–1860), 3. Kind und 1. Tochter der Königin, 1815
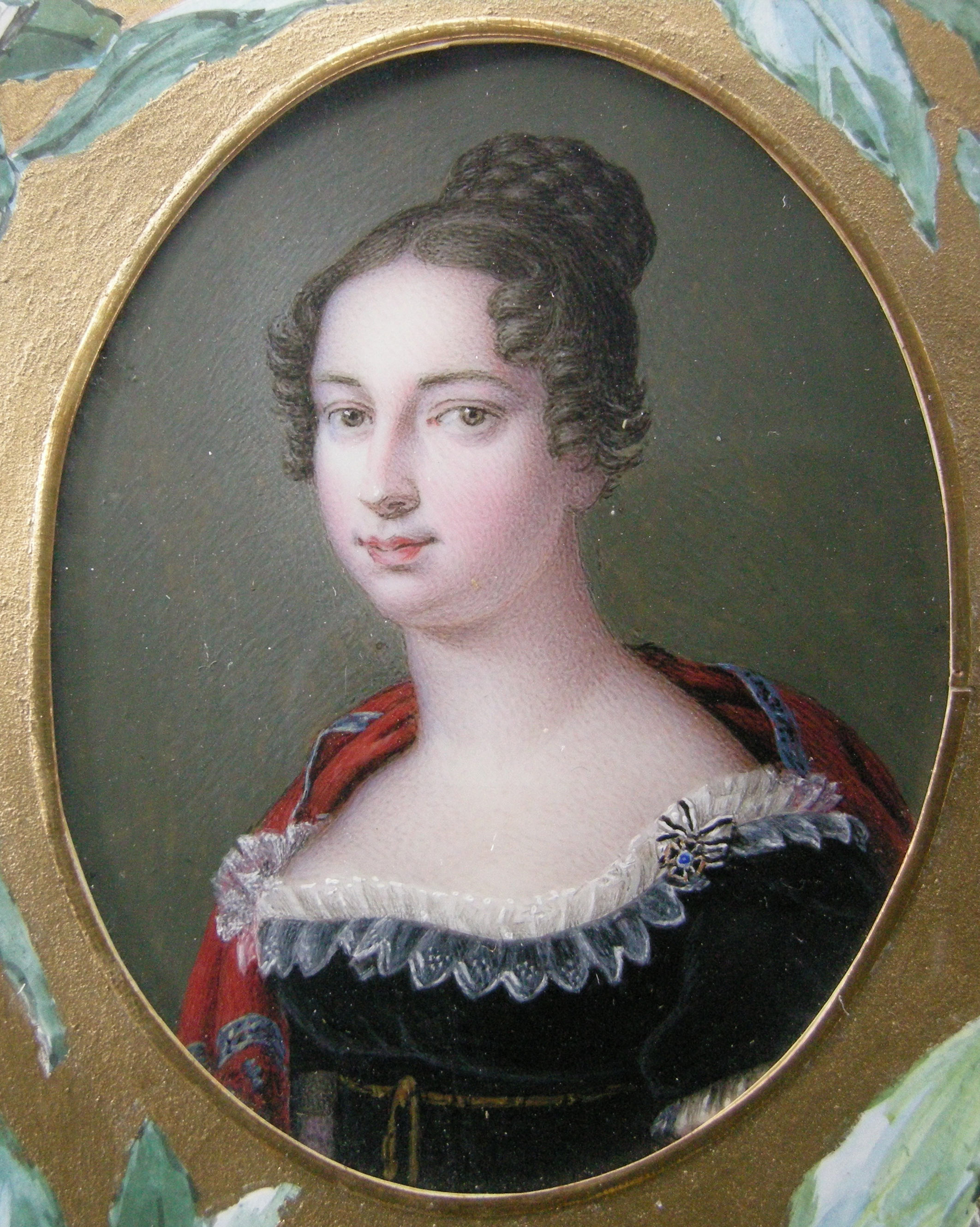
Prinzessin Luise von Preußen (1770–1836), Fürstin Radziwill, Tante der Königin, um 1805
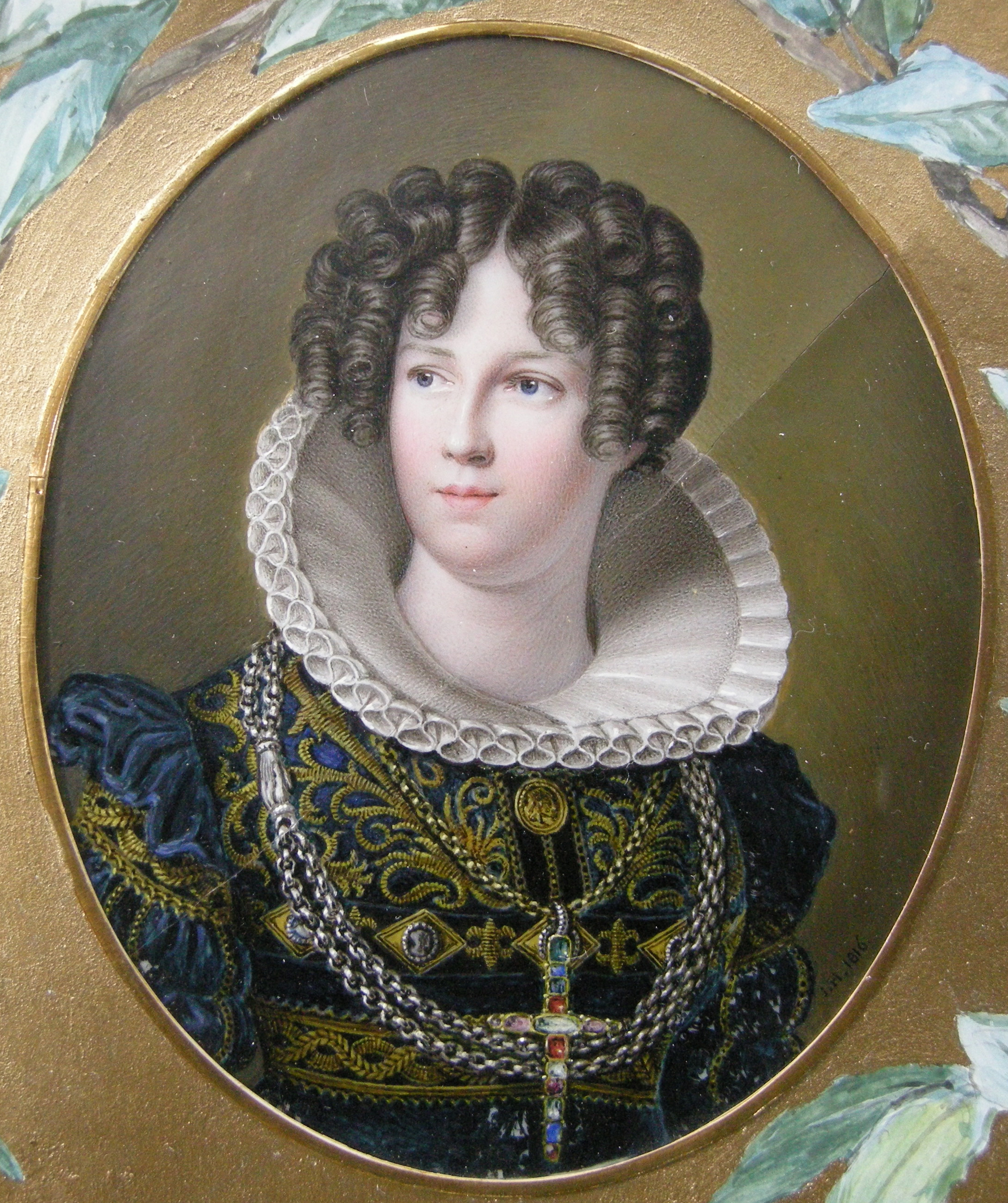
Prinzessin Marianne von Preußen (1785–1846), Schwippschwägerin der Königin, 1816
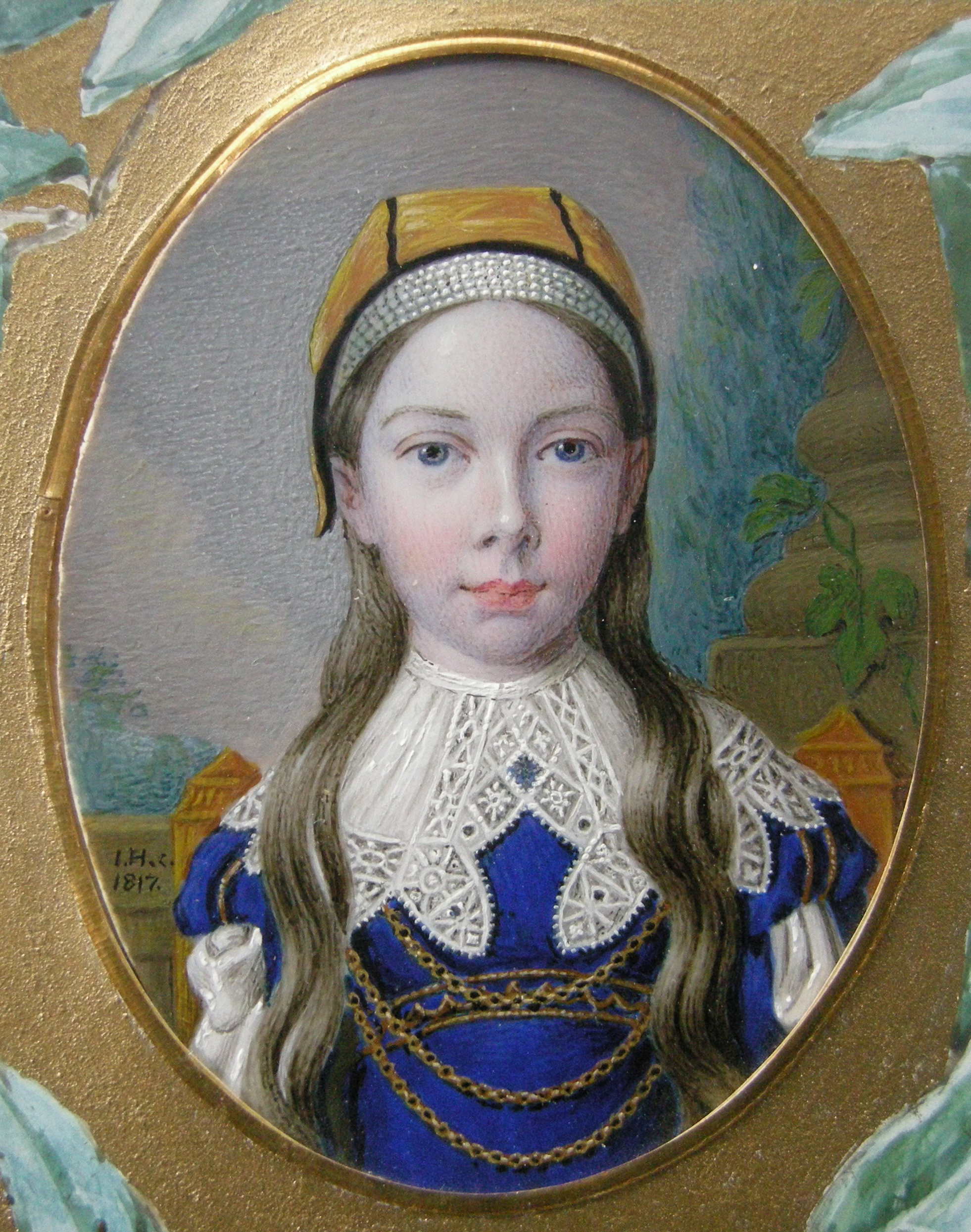
Prinzessin Luise von Preußen (1808–1870), 8. Kind der Königin, 1817
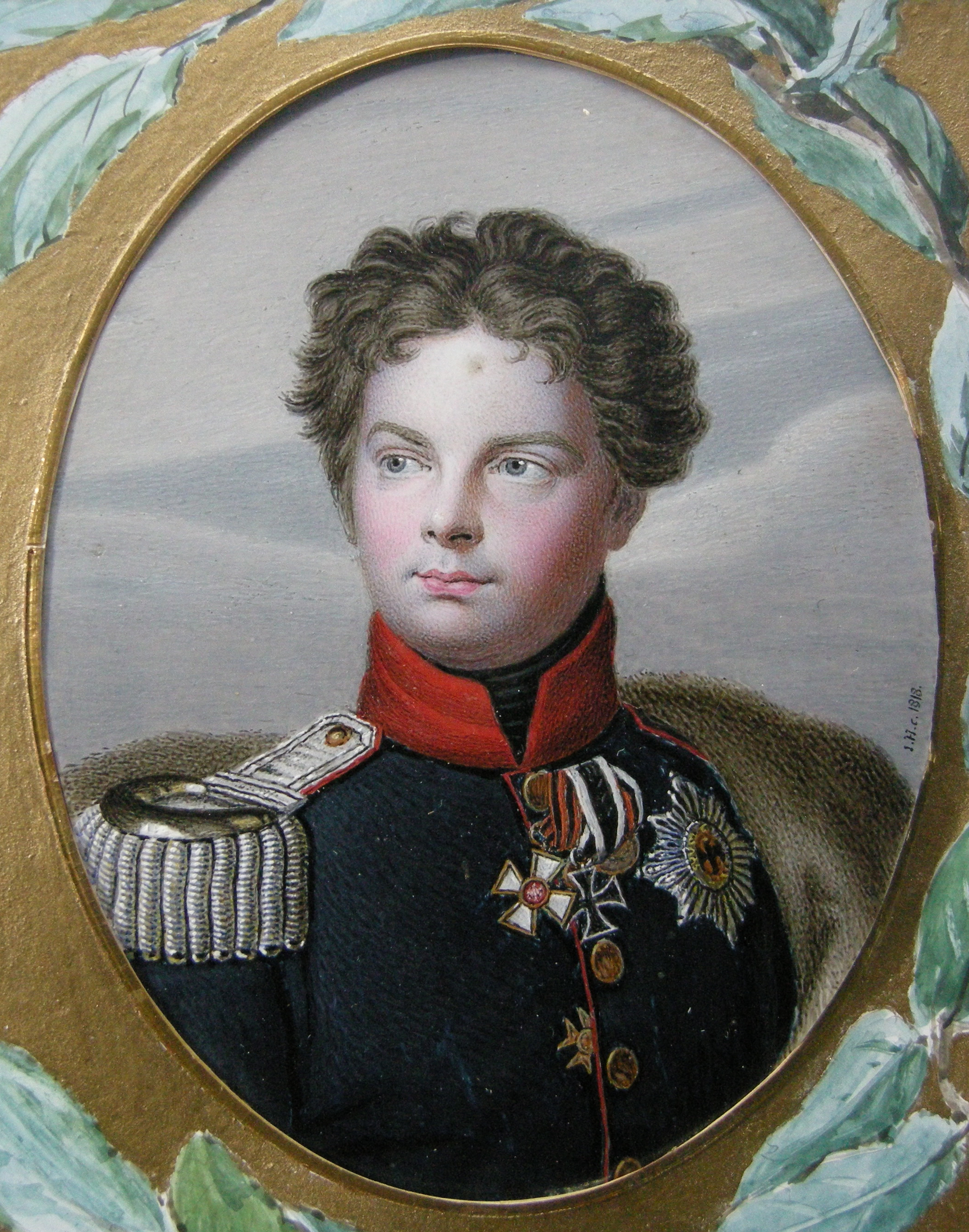
Kronprinz Friedrich Wilhelm IV. (1795–1861), 1. Sohn der Königin, 1818
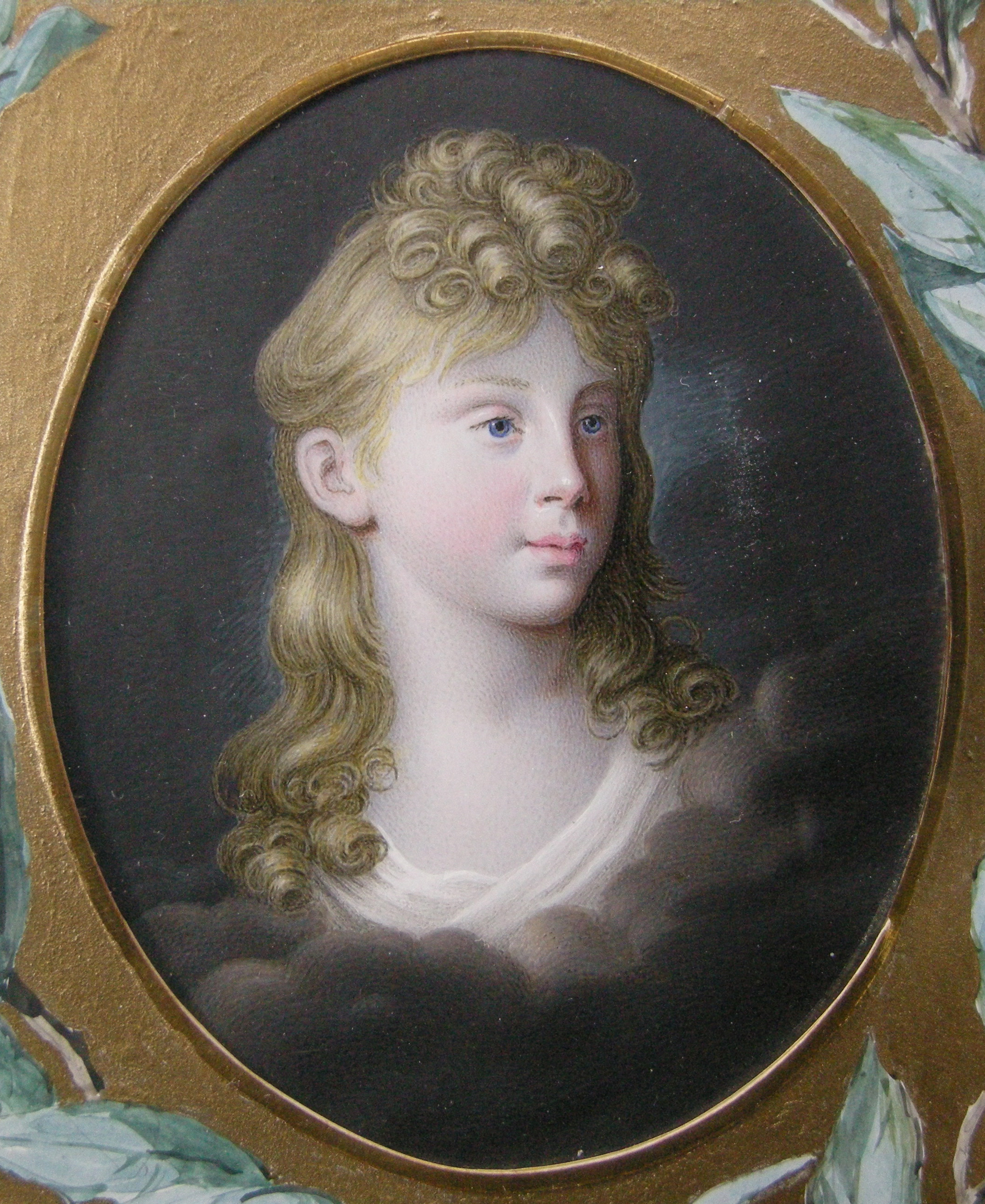
Prinzessin Friederike von Preußen (1778–1841), Schwester der Königin, 1816

## Schriften
- Leben und politisches Glaubensbekenntnis. 1819.[8]
- Lebenslauf Fortsetzung. 1834.[9]
- Lustreisen auf der Insel Rügen gemacht im August 1821.[10]
- Wolfenbüttel. Salzdahlum. Langeleben. 1834.[11]
- Braunschweig. 1834-[12]
- Königslutter und der Elm. 1834.[13]

Die Autographen befinden sich im Niedersächsischen Staatsarchiv Wolfenbüttel, VI Hs 10–11, Nr. 120 und 120a.

## Auszeichnung
- 1840: Roter Adlerorden IV. Klasse[14]